# Centrogone chlorochrysa
Centrogone chlorochrysa là một loài bướm đêm trong họ Noctuidae.